# Country Joe McDonald
Joseph Allen "Country Joe" McDonald (Washington D. C., 1 de enero de 1942) es un músico y activista estadounidense, reconocido por haber liderado el grupo de rock psicodélico Country Joe and the Fish en la década de 1960.

## Carrera

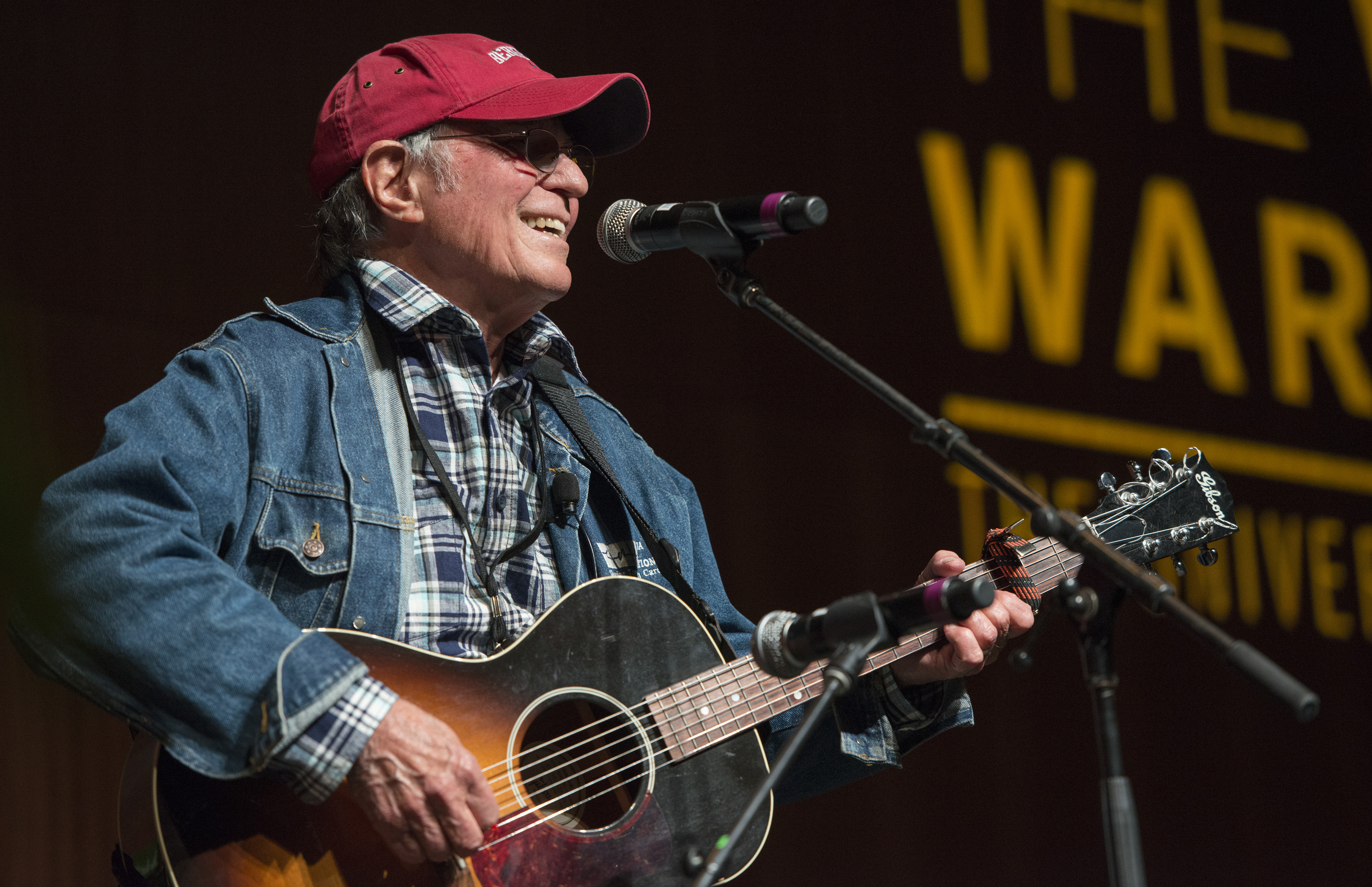
McDonald en 2016.

McDonald ha grabado 33 álbumes y ha escrito cientos de canciones a lo largo de 40 años de carrera. En 1965 fundó con Barry Melton la banda Country Joe & the Fish, que se convirtió en una agrupación pionera del rock psicodélico con sus actuaciones eclécticas en el Avalon Ballroom, el Fillmore, el Monterey Pop Festival y en el Festival de Woodstock.
En 1972 viaja a Chile para participar en la película "¿Qué hacer?", de Ruiz, Landau & Serrano.
Posteriormente se embarcó en una carrera en solitario. En 2004 se reunió con tres de los miembros originales de Country Joe and the Fish (Bruce Barthol, David Bennett Cohen y Gary "Chicken" Hirsh) y realizaron una gira por Estados Unidos y el Reino Unido como "Country Joe Band". En 2015, McDonald (con la ayuda de Alec Palao) formó The Electric Music Band; la intención del grupo era interpretar el material psicodélico de la carrera temprana de Country Joe And The Fish.
En 2017, McDonald lanzó un álbum en su propio sello Rag Baby, titulado 50.

## Discografía
- Thinking of Woody Guthrie (1969, Vanguard 6546)
- Tonight I'm Singing Just for You (1970, Vanguard 6557)
- Quiet Days in Clichy (Banda sonora) (1970, Vanguard 79303)
- Hold on It's Coming (1971, Vanguard 79314)
- War War War (1971, Vanguard 79315)
- Incredible! Live! (1972, Vanguard 79316)
- Paris Sessions (1973, Vanguard 79328)
- Country Joe (1974, Vanguard 79348)
- Paradise With an Ocean View (1975, Fantasy 9495)
- Essential Country Joe McDonald (1976, Vanguard 85/86)
- Love Is a Fire (1976, Fantasy 9511)
- Goodbye Blues  (1977, Fantasy 9525)
- Rock N Roll from Planet Earth (1978, Fantasy 9544)
- Leisure Suite (1979, Fantasy 9586)
- Into The Fray (1981, Rag Baby 2001)
- On My Own (1981, Rag Baby 1012)
- Child's Play (1983, Rag Baby 1018)
- Peace on Earth (1984, Rag Baby 1019)
- Vietnam Experience (1986, Rag Baby 1024/25)
- Classics (1989, Fantasy 7709)
- Best of Country Joe McDonald: The Vanguard Years (1969–1975) (1990, Vanguard 119/20)
- Superstitious Blues (1991, Rag Baby 1028)
- Carry On (1995, Rag Baby 1029)
- Something Borrowed, Something New (The Best Of) (1998, Rag Baby 1030)
- Eat Flowers And Kiss Babies Live with Bevis Frond (1999, Woronzow 33)
- www.countryjoe.com (2000, Rag Baby 1032)
- Crossing Borders with M.L. Liebler (2002, Rag Baby 1034)
- A Reflection On Changing Times (2003)
- Natural Imperfections with Bernie Krause (2005, Rag Baby 1037)
- Country Joe Live At The Borderline (2007, Rag Baby 1038)
- Vanguard Visionaries: Country Joe McDonald  (2007, Vanguard 73171)
- War, War, War (Live) (2008, Rag Baby 1040)[3]
- A Tribute to Woody Guthrie (2008, Rag Baby 1039)
- Time Flies By (2012, Rag Baby 1041)[4]
- 50 (2017 Rag Baby 1042)